# مسجد أبو الحسن
مسجد أبو الحسن هو مسجد حي في فاس البالي، بمدينة فاس القديمة، المغرب. يقع على شارع الطالعة الصغرى بالقرب من مدرسة بو عنانية. بناه السلطان المريني أبو الحسن في عام 1341.

## هندسة معمارية

### وصف
المسجد عبارة عن مبنى مستطيل بشكل عام بعرض 17 مترًا وعمق 10.35 مترًا. وتتميز واجهة شارع المسجد بمدخل على شكل قوس حدوة حصان مغطى بمظلة خشبية منحوتة مزخرفة.
يتميز التصميم الداخلي للمسجد بفناء مربع صغير محاط بالأروقة على الجانبين وقاعة الصلاة الرئيسية في الجنوب. بشكل غير معتاد إلى حد ما، تتكون قاعة الصلاة من «صحن» عرضي واحد يعمل على طول العرض الكامل للمبنى بدلاً من تقسيمه بواسطة صفوف متعددة من الأقواس. قاعة الصلاة مغطاة بسقف منحدر من الخشب وسقف خشبي بزخارف مطلية. فناء صغير آخر، متصل بالمسجد بواسطة ممر خارج الفناء الرئيسي، يحتوي على حوض مائي لأداء الوضوء.
مئذنة المسجد، التي ترتفع فوق المدخل، لها شكل مغربي نموذجي مع عمود مربع. تم تزيين كل من واجهات المئذنة الأربعة إما بنمط الشبكة (يشبه تقريبًا زخارف زهرة الزنبق) أو زخارف هندسية أخرى متشابكة فوق شكل قوس يشع في قاعدته. تمتلئ المساحات الفارغة داخل زخارف من كل واجهة ببلاط فسيفساء الزليج، كما يجري شريط من الزليج بالقرب من أعلى عمود المئذنة. في حين أن الأنماط الهندسية قد ترجع إلى الفترة المرينية، فقد تمت إضافة بلاط الزليج حوالي أواخر القرن الثامن عشر أو أوائل القرن التاسع عشر خلال الفترة العلوية. يتشابه تصميم المئذنة مع مسجد الشرابليين الذي بُني في نفس الوقت تقريبًا.

### معرض الصور

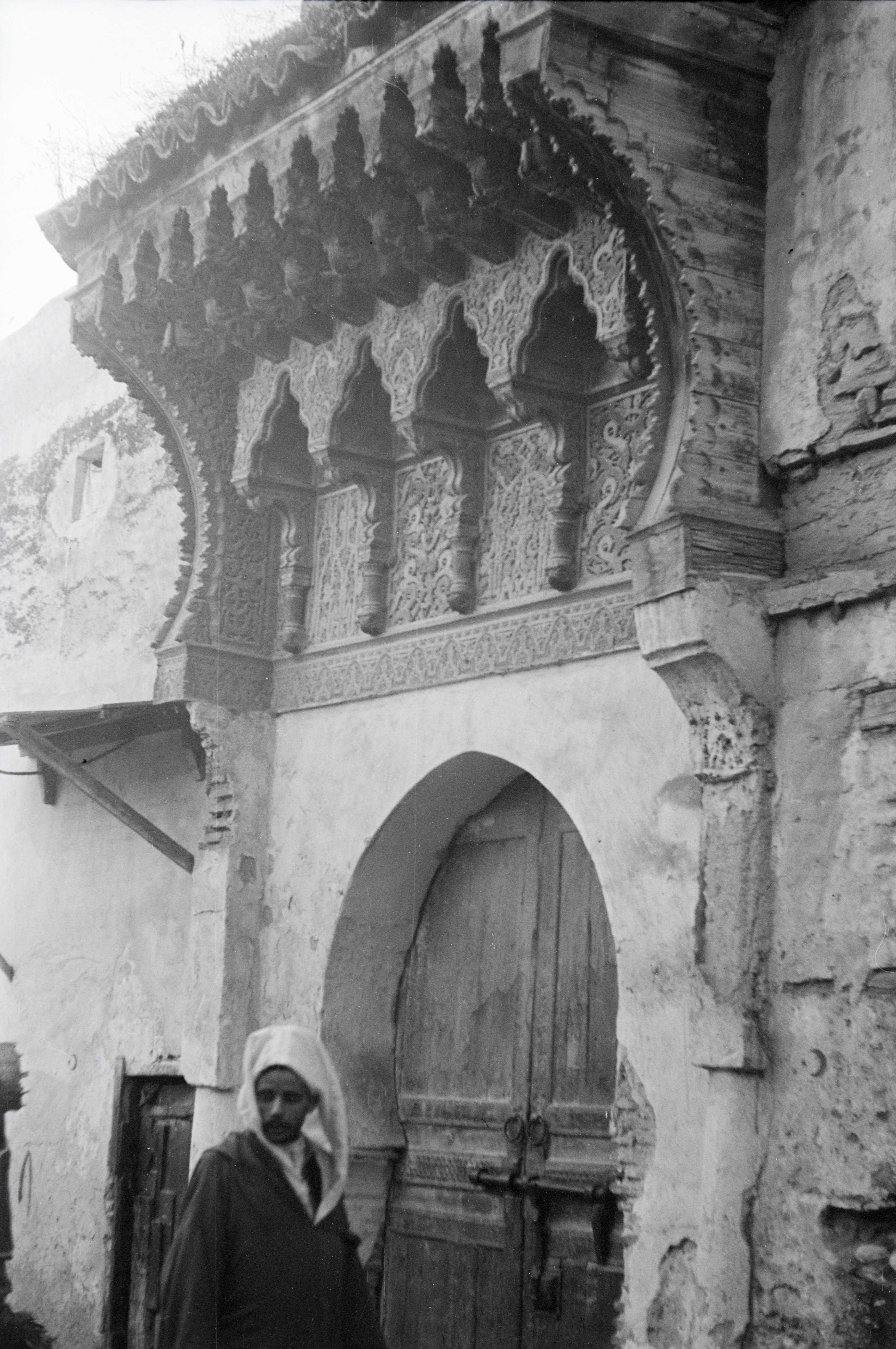
مدخل المسجد (عام 1932).
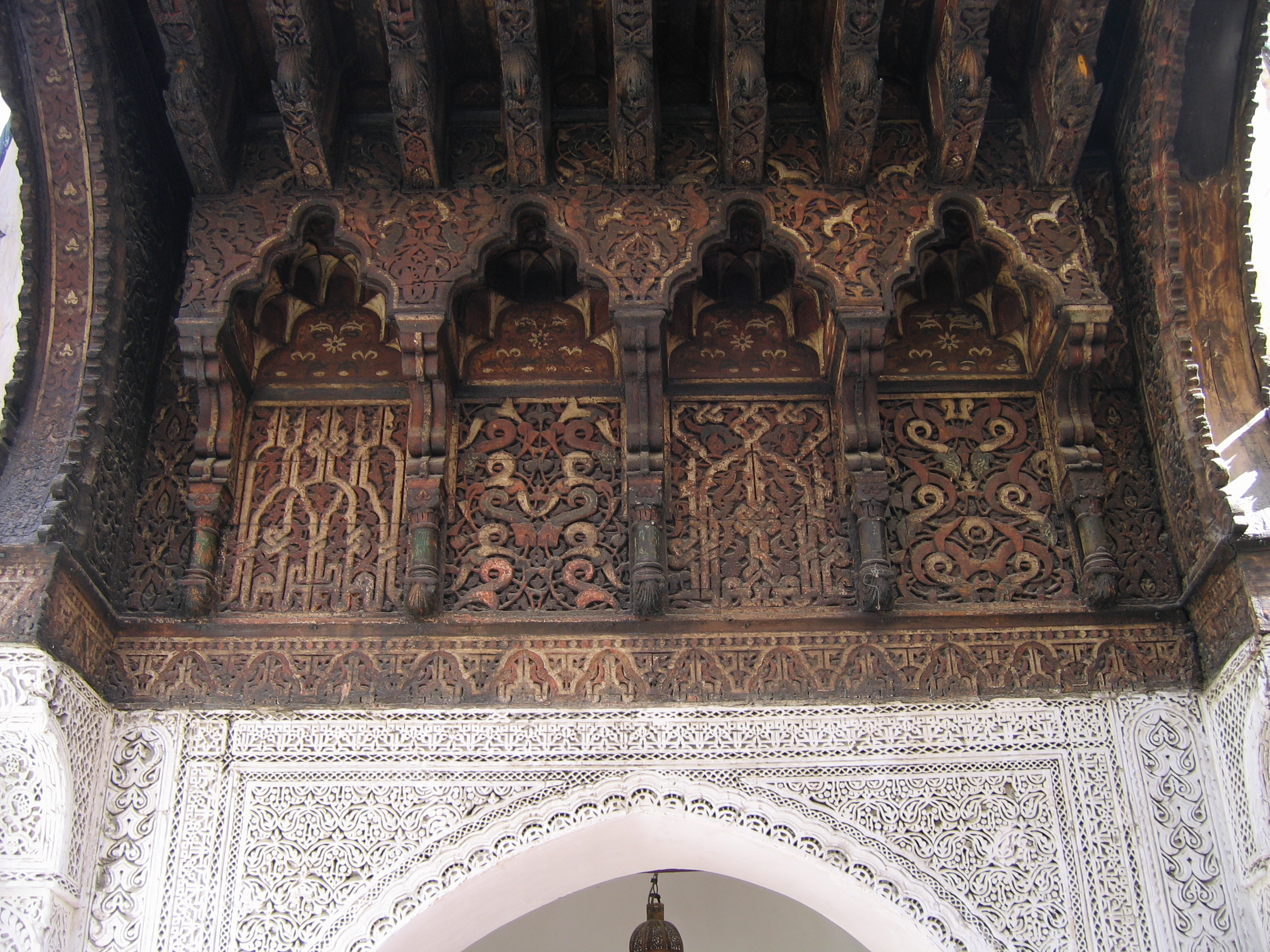
تفاصيل المظلة الخشبية المنحوتة فوق مدخل المسجد (اليوم).
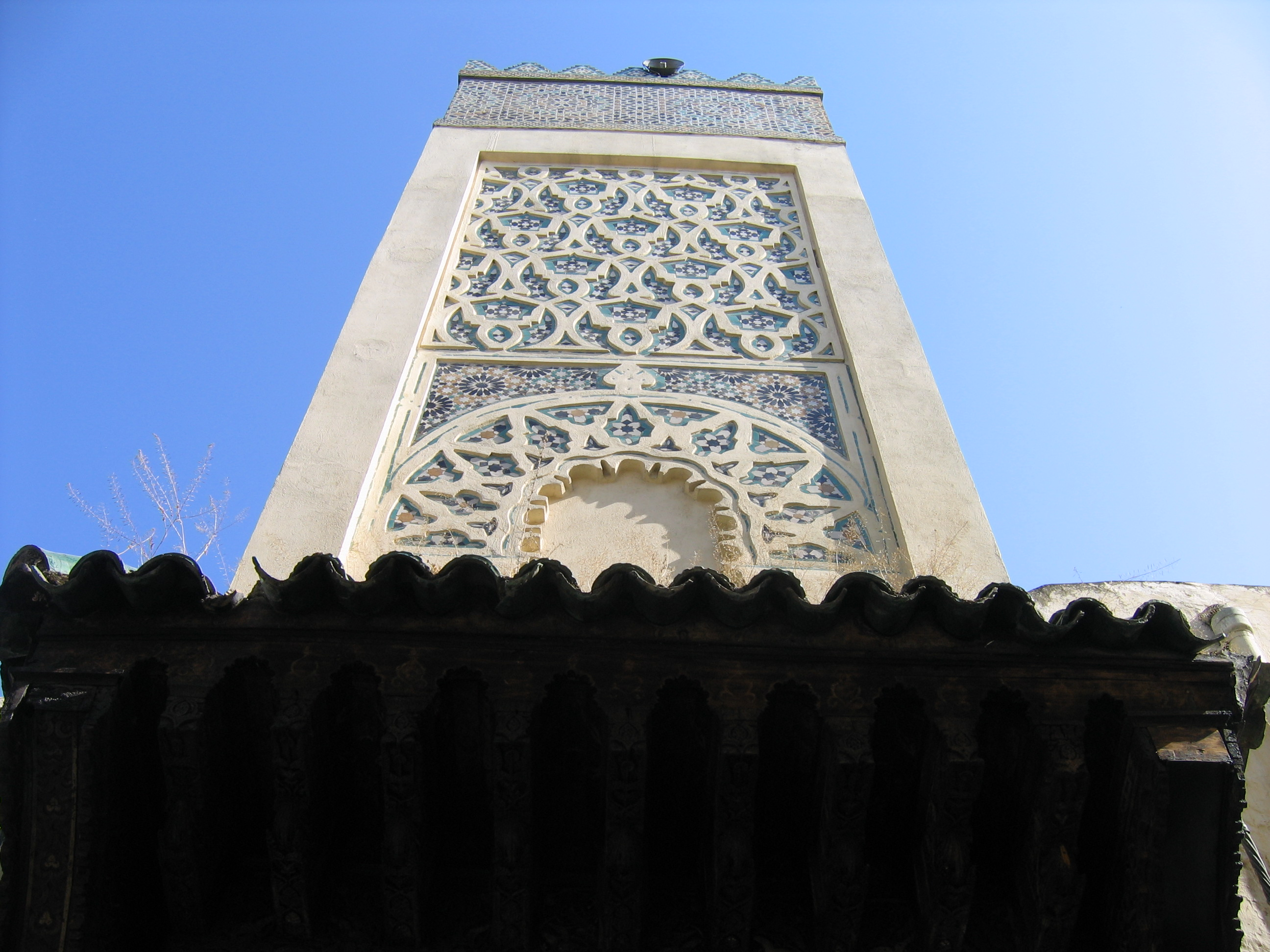
الواجهة الشمالية للمئذنة (على جانب الشارع).
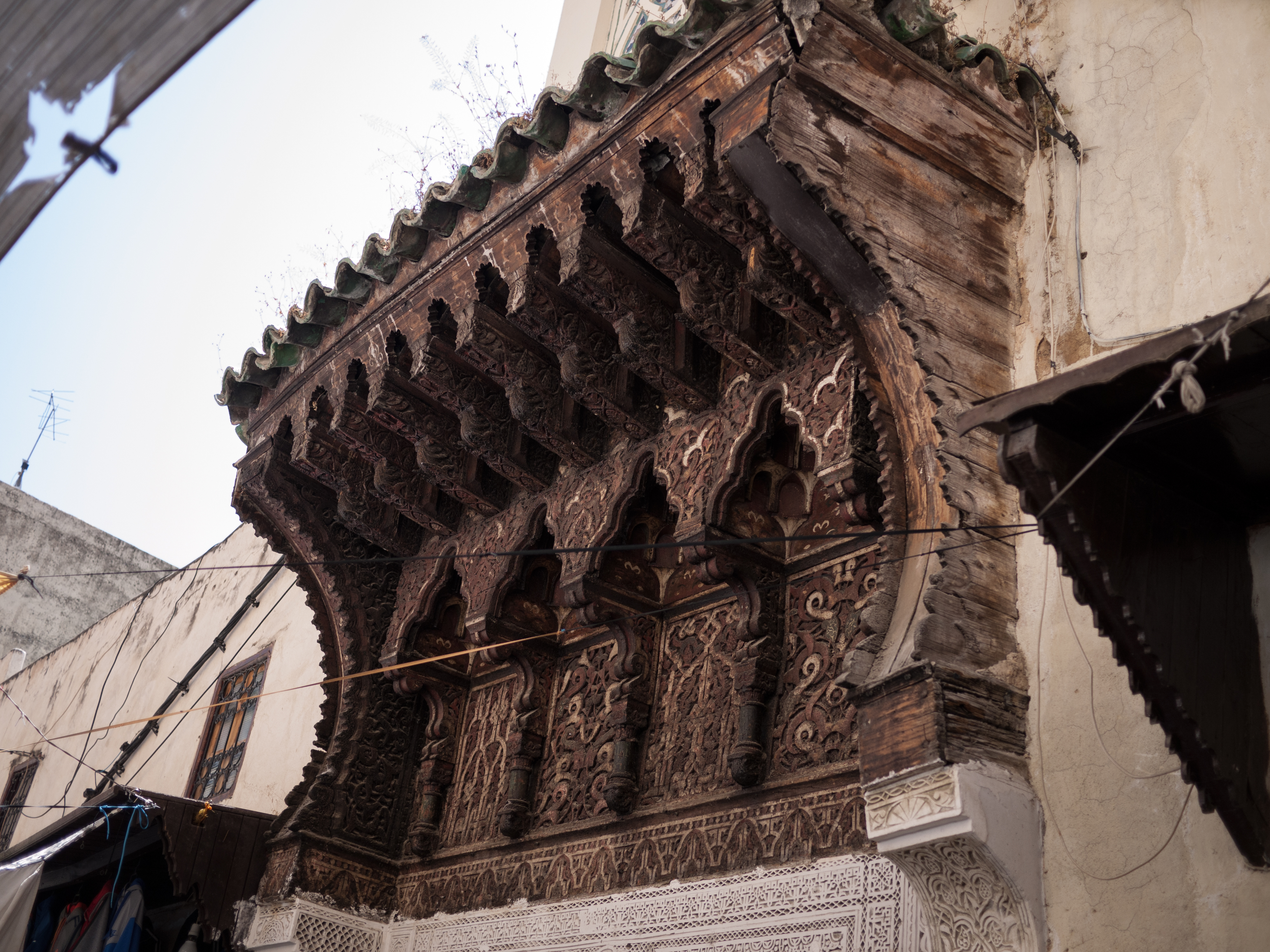
تفاصيل المظلة الخشبية المنحوتة فوق مدخل المسجد